# 133832 Loveridge
133832 Loveridge è un asteroide della fascia principale. Scoperto nel 2003, presenta un'orbita caratterizzata da un semiasse maggiore pari a 3,1334296 au e da un'eccentricità di 0,1986405, inclinata di 14,21132° rispetto all'eclittica.